# Česká hokejová extraliga 2000/2001
Česká hokejová extraliga 2000/2001 byla 8. ročníkem nejvyšší hokejové soutěže v České republice.

## Fakta
- 8. ročník samostatné české nejvyšší hokejové soutěže
- Nejlepší střelec základní části – Petr Sýkora HC IPB Pojišťovna Pardubice 26 branek a Marek Uram HC Excalibur Znojemští Orli 26 branek
- Nejlepší nahrávač – Patrik Martinec HC Sparta Praha 37 nahrávek
- Vítěz kanadského bodování
- Základní část Patrik Martinec HC Sparta Praha – 52 utkání, 59 bodů / 22 branek + 37 nahrávek /
- Základní část Jiří Dopita HC Slovnaft Vsetín – 46 utkání, 50 bodů / 19 branek + 31 nahrávek /
- Play off Jiří Dopita, HC Slovnaft Vsetín – 14 utkání, 21 bodů / 8 branek + 13 nahrávek /
- Celkem základní část + Play off Jiří Dopita, HC Slovnaft Vsetín – 60 utkání, 71 bodů / 27 branek + 44 nahrávek /
- V prolínací extraligové kvalifikaci uspěla HC Becherovka Karlovy Vary proti KLH Chomutov (vítěz 1. ligy) – 4:2 na zápasy

### Systém soutěže
Všech 14 účastníků se v základní části utkalo nejprve čtyřkolově každý s každým. Prvních 8 celků postoupilo do play off, které se hrálo na tři vítězná utkání (čtvrtfinále na 4 vítězná utkání). Celek na 14. místě musel svoji extraligovou příslušnost obhajovat v baráži o extraligu, do které postoupil vítěz 1. ligy. Baráž o extraligu se hrála na 4 vítězná utkání.

## Kluby podle krajů
- Praha:
  - HC Slavia Praha
  - HC Sparta Praha
- Středočeský kraj:
  - HC Vagnerplast Kladno
- Plzeňský kraj:
  - HC Keramika Plzeň
- Karlovarský kraj:
  - HC Becherovka Karlovy Vary
- Pardubický kraj:
  - HC IPB Pojišťovna Pardubice
- Ústecký kraj:
  - HC Chemopetrol Litvínov
- Moravskoslezský kraj:
  - HC Oceláři Třinec
  - HC Vítkovice
  - HC Femax Havířov
- Zlínský kraj:
  - HC Continental Zlín
  - HC Slovnaft Vsetín
- Jihočeský kraj:
  - HC České Budějovice
- Jihomoravský kraj:
  - HC Excalibur Znojemští Orli

## Konečná tabulka základní části
| Poř. | Tým                         | Z  | V  | Vp | R  | Pp | P  | Skóre   | B  |
| ---- | --------------------------- | -- | -- | -- | -- | -- | -- | ------- | -- |
| 1.   | HC Slovnaft Vsetín          | 52 | 30 | 2  | 4  | 1  | 15 | 149:115 | 99 |
| 2.   | HC Excalibur Znojemští Orli | 52 | 21 | 6  | 5  | 2  | 18 | 151:139 | 82 |
| 3.   | HC IPB Pojišťovna Pardubice | 52 | 22 | 2  | 8  | 4  | 16 | 156:135 | 82 |
| 4.   | HC Chemopetrol Litvínov     | 52 | 22 | 3  | 7  | 2  | 18 | 141:130 | 81 |
| 5.   | HC Sparta Praha (C)         | 52 | 22 | 3  | 2  | 6  | 19 | 146:139 | 80 |
| 6.   | HC Vítkovice                | 52 | 21 | 2  | 10 | 3  | 16 | 132:126 | 80 |
| 7.   | HC Slavia Praha             | 52 | 21 | 4  | 6  | 2  | 19 | 151:134 | 79 |
| 8.   | HC Continental Zlín         | 52 | 22 | 2  | 7  | 2  | 19 | 143:131 | 79 |
| 9.   | HC Oceláři Třinec           | 52 | 21 | 3  | 4  | 2  | 22 | 164:163 | 75 |
| 10.  | HC Keramika Plzeň           | 52 | 20 | 3  | 6  | 2  | 21 | 150:144 | 74 |
| 11.  | HC České Budějovice         | 52 | 20 | 1  | 5  | 5  | 21 | 156:154 | 72 |
| 12.  | HC Vagnerplast Kladno       | 52 | 15 | 5  | 2  | 5  | 25 | 127:176 | 62 |
| 13.  | HC Femax Havířov            | 52 | 17 | 3  | 3  | 2  | 27 | 141:180 | 62 |
| 14.  | HC Becherovka Karlovy Vary  | 52 | 13 | 2  | 3  | 3  | 31 | 117:158 | 49 |

Poznámky:
- (C) = držitel mistrovského titulu, (N) = nováček (minulou sezónu hrál nižší soutěž a postoupil)

## Pavouk play off
|  | Čtvrtfinále                 | Čtvrtfinále     |                    |   | Semifinále | Semifinále |  |  | Finále | Finále |
|  |                             |                 |                    |   |            |            |  |  |        |        |
|  |                             |                 |                    |   |            |            |  |  |        |        |
|  | HC Slovnaft Vsetín          | 4               |                    |   |            |            |  |  |        |        |
|  | HC Slovnaft Vsetín          | 4               |                    |   |            |            |  |  |        |        |
|  | HC Continental Zlín         | 2               |                    |   |            |            |  |  |        |        |
|  | HC Continental Zlín         | 2               | HC Slovnaft Vsetín | 3 |            |            |  |  |        |        |
|  |                             |                 | HC Slovnaft Vsetín | 3 |            |            |  |  |        |        |
|  |                             | HC Slavia Praha | 1                  |   |            |            |  |  |        |        |
|  | HC Excalibur Znojemští Orli | HC Slavia Praha | 1                  | 3 |            |            |  |  |        |        |
|  | HC Excalibur Znojemští Orli |                 |                    | 3 |            |            |  |  |        |        |
|  | HC Slavia Praha             | 4               |                    |   |            |            |  |  |        |        |
|  | HC Slavia Praha             | 4               | HC Slovnaft Vsetín | 3 |            |            |  |  |        |        |
|  |                             |                 | HC Slovnaft Vsetín | 3 |            |            |  |  |        |        |
|  |                             | HC Sparta Praha | 1                  |   |            |            |  |  |        |        |
|  | HC Vítkovice                | HC Sparta Praha | 1                  | 4 |            |            |  |  |        |        |
|  | HC Vítkovice                |                 |                    | 4 |            |            |  |  |        |        |
|  | Pojišťovna Pardubice        | 3               |                    |   |            |            |  |  |        |        |
|  | Pojišťovna Pardubice        | 3               | HC Vítkovice       | 0 |            |            |  |  |        |        |
|  |                             |                 | HC Vítkovice       | 0 |            |            |  |  |        |        |
|  |                             | HC Sparta Praha | 3                  |   |            |            |  |  |        |        |
|  | HC Chemopetrol Litvínov     | HC Sparta Praha | 3                  | 2 |            |            |  |  |        |        |
|  | HC Chemopetrol Litvínov     |                 |                    | 2 |            |            |  |  |        |        |
|  | HC Sparta Praha             | 4               |                    |   |            |            |  |  |        |        |
|  | HC Sparta Praha             | 4               |                    |   |            |            |  |  |        |        |

## Čtvrtfinále

### První čtvrtfinále
1. utkání
|  | HC Slovnaft Vsetín | 4 - 3         | HC Continental Zlín |  |
|  | HC Slovnaft Vsetín | (3:1,1:1,0:1) | HC Continental Zlín |  |

| Souhrn zápasu Report | Souhrn zápasu Report                                                        | Souhrn zápasu Report | Souhrn zápasu Report                                     | Souhrn zápasu Report |
| -------------------- | --------------------------------------------------------------------------- | -------------------- | -------------------------------------------------------- | -------------------- |
|                      | 03:47 Martin Štrbák 06:50 Jan Tomajko 11:13 Ján Pardavý 23:10 Pavel Zubíček |                      | 11:42 Petr Leška 31:03 Pavel Zdráhal 47:27 Ivan Rachůnek |                      |

2. utkání
|  | HC Slovnaft Vsetín | 1 - 2 PP          | HC Continental Zlín |  |
|  | HC Slovnaft Vsetín | (0:1,1:0,0:0,0:1) | HC Continental Zlín |  |

| Souhrn zápasu Report | Souhrn zápasu Report | Souhrn zápasu Report | Souhrn zápasu Report                        | Souhrn zápasu Report |
| -------------------- | -------------------- | -------------------- | ------------------------------------------- | -------------------- |
|                      | 28:46 Jiří Burger    |                      | 09:34 Martin Jenáček PP 64:17 Radovan Somík |                      |

3. utkání
|  | HC Continental Zlín | 3 - 5         | HC Slovnaft Vsetín |  |
|  | HC Continental Zlín | (1:0,2:2,0:3) | HC Slovnaft Vsetín |  |

| Souhrn zápasu Report | Souhrn zápasu Report                                              | Souhrn zápasu Report | Souhrn zápasu Report                                                                            | Souhrn zápasu Report |
| -------------------- | ----------------------------------------------------------------- | -------------------- | ----------------------------------------------------------------------------------------------- | -------------------- |
|                      | 05:15 Martin Hamrlík 31:15 Jaroslav Balaštík 33:27 Martin Jenáček |                      | 25:13 Pavel Zubíček 28:52 Ján Lipianský 57:42 Radim Tesařík 58:25 Jiří Dopita 59:36 Jiří Dopita |                      |

4. utkání
|  | HC Continental Zlín | 1 - 2         | HC Slovnaft Vsetín |  |
|  | HC Continental Zlín | (0:0,0:1,1:1) | HC Slovnaft Vsetín |  |

| Souhrn zápasu Report | Souhrn zápasu Report | Souhrn zápasu Report | Souhrn zápasu Report                    | Souhrn zápasu Report |
| -------------------- | -------------------- | -------------------- | --------------------------------------- | -------------------- |
|                      | 47:12 Martin Jenáček |                      | 33:47 Alexej Jaškin 51:05 Martin Štrbák |                      |

5. utkání
|  | HC Slovnaft Vsetín | 0 - 2         | HC Continental Zlín |  |
|  | HC Slovnaft Vsetín | (0:0,0:0,0:2) | HC Continental Zlín |  |

| Souhrn zápasu Report | Souhrn zápasu Report | Souhrn zápasu Report | Souhrn zápasu Report                  | Souhrn zápasu Report |
| -------------------- | -------------------- | -------------------- | ------------------------------------- | -------------------- |
|                      |                      |                      | 54:09 Martin Hamrlík 58:29 Petr Leška |                      |

6. utkání
|  | HC Continental Zlín | 2 - 3 PP          | HC Slovnaft Vsetín |  |
|  | HC Continental Zlín | (1:2,1:0,0:0,0:1) | HC Slovnaft Vsetín |  |

| Souhrn zápasu Report | Souhrn zápasu Report                    | Souhrn zápasu Report | Souhrn zápasu Report                                     | Souhrn zápasu Report |
| -------------------- | --------------------------------------- | -------------------- | -------------------------------------------------------- | -------------------- |
|                      | 07:36 Miroslav Okál 37:56 Miroslav Okál |                      | 01:12 Jiří Burger 18:51 Ján Pardavý PP 63:18 Jiří Burger |                      |

- Vítěz HC Slovnaft Vsetín 4:2 na zápasy

### Druhé čtvrtfinále
1. utkání
|  | HC Excalibur Znojemští Orli | 5 - 2         | HC Slavia Praha |  |
|  | HC Excalibur Znojemští Orli | (1:1,1:1,3:0) | HC Slavia Praha |  |

| Souhrn zápasu Report | Souhrn zápasu Report                                                                                    | Souhrn zápasu Report | Souhrn zápasu Report                   | Souhrn zápasu Report |
| -------------------- | --- | -------------------- | -------------------------------------- | -------------------- |
|                      | 02:12 Karel Plášek 31:41 David Pazourek 46:39 Petr Kaňkovský 50:27 Petr Kaňkovský 51:54 Milan Procházka |                      | 01:35 Daniel Branda 29:28 Viktor Ujčík |                      |

2. utkání
|  | HC Excalibur Znojemští Orli | 4 - 0         | HC Slavia Praha |  |
|  | HC Excalibur Znojemští Orli | (1:0,1:0,2:0) | HC Slavia Praha |  |

| Souhrn zápasu Report | Souhrn zápasu Report                                                  | Souhrn zápasu Report | Souhrn zápasu Report | Souhrn zápasu Report |
| -------------------- | --------------------------------------------------------------------- | -------------------- | -------------------- | -------------------- |
|                      | 02:03 Zbyněk Mařák 33:35 Marek Uram 48:33 Karel Plášek 51:05 Jiří Heš |                      |                      |                      |

3. utkání
|  | HC Slavia Praha | 6 - 0         | HC Excalibur Znojemští Orli |  |
|  | HC Slavia Praha | (3:0,2:0,1:0) | HC Excalibur Znojemští Orli |  |

| Souhrn zápasu Report | Souhrn zápasu Report                                                                                                   | Souhrn zápasu Report | Souhrn zápasu Report | Souhrn zápasu Report |
| -------------------- | --- | -------------------- | -------------------- | -------------------- |
|                      | 06:46 Martin Kotásek 14:09 Viktor Ujčík 15:36 Viktor Ujčík 30:28 Martin Rousek 37:08 Martin Rousek 49:15 Daniel Branda |                      |                      |                      |

4. utkání
|  | HC Slavia Praha | 1 - 0         | HC Excalibur Znojemští Orli |  |
|  | HC Slavia Praha | (0:0,1:0,0:0) | HC Excalibur Znojemští Orli |  |

| Souhrn zápasu Report | Souhrn zápasu Report | Souhrn zápasu Report | Souhrn zápasu Report | Souhrn zápasu Report |
| -------------------- | -------------------- | -------------------- | -------------------- | -------------------- |
|                      | 30:08 Leoš Čermák    |                      |                      |                      |

5. utkání
|  | HC Excalibur Znojemští Orli | 0 - 3         | HC Slavia Praha |  |
|  | HC Excalibur Znojemští Orli | (0:1,0:1,0:1) | HC Slavia Praha |  |

| Souhrn zápasu Report | Souhrn zápasu Report | Souhrn zápasu Report | Souhrn zápasu Report                                 | Souhrn zápasu Report |
| -------------------- | -------------------- | -------------------- | ---------------------------------------------------- | -------------------- |
|                      |                      |                      | 07:33 Jan Hejda 24:41 Petr Kadlec 50:25 Viktor Ujčík |                      |

6. utkání
|  | HC Slavia Praha | 2 - 3         | HC Excalibur Znojemští Orli |  |
|  | HC Slavia Praha | (1:2,1:1,0:0) | HC Excalibur Znojemští Orli |  |

| Souhrn zápasu Report | Souhrn zápasu Report                | Souhrn zápasu Report | Souhrn zápasu Report                                        | Souhrn zápasu Report |
| -------------------- | ----------------------------------- | -------------------- | ----------------------------------------------------------- | -------------------- |
|                      | 03:06 Daniel Branda 25:30 Jan Hejda |                      | 03:39 Marek Vorel 12:57 David Pazourek 30:43 Petr Kaňkovský |                      |

7. utkání
|  | HC Excalibur Znojemští Orli | 1 - 3         | HC Slavia Praha |  |
|  | HC Excalibur Znojemští Orli | (0:1,0:1,1:1) | HC Slavia Praha |  |

| Souhrn zápasu Report | Souhrn zápasu Report | Souhrn zápasu Report | Souhrn zápasu Report                                      | Souhrn zápasu Report |
| -------------------- | -------------------- | -------------------- | --------------------------------------------------------- | -------------------- |
|                      | 43:55 Petr Kaňkovský |                      | 02:59 Viktor Ujčík 32:30 Jan Klobouček 50:58 Viktor Ujčík |                      |

- Vítěz HC Slavia Praha 4:3 na zápasy

### Třetí čtvrtfinále
1. utkání
|  | HC IPB Pojišťovna Pardubice | 3 - 4         | HC Vítkovice |  |
|  | HC IPB Pojišťovna Pardubice | (1:1,1:3,1:0) | HC Vítkovice |  |

| Souhrn zápasu Report | Souhrn zápasu Report                                     | Souhrn zápasu Report | Souhrn zápasu Report                                                                 | Souhrn zápasu Report |
| -------------------- | -------------------------------------------------------- | -------------------- | ------------------------------------------------------------------------------------ | -------------------- |
|                      | 19:55 Aleš Píša 24:56 Petr Jančařík 48:41 Michal Mikeska |                      | 10:29 Ivan Padělek 29:37 Martin Procházka 32:48 Pavel Selingr 37:09 Martin Procházka |                      |

2. utkání
|  | HC IPB Pojišťovna Pardubice | 6 - 3         | HC Vítkovice |  |
|  | HC IPB Pojišťovna Pardubice | (4:3,1:0,1:0) | HC Vítkovice |  |

| Souhrn zápasu Report | Souhrn zápasu Report                                                                                                   | Souhrn zápasu Report | Souhrn zápasu Report                                  | Souhrn zápasu Report |
| -------------------- | --- | -------------------- | ----------------------------------------------------- | -------------------- |
|                      | 07:16 Martin Filip 12:34 Stanislav Procházka 15:43 Tomáš Rolinek 17:57 Petr Sýkora 28:43 Tomáš Pácal 53:16 Petr Sýkora |                      | 02:27 Marek Ivan 07:40 Marek Ivan 09:09 Pavel Selingr |                      |

3. utkání
|  | HC Vítkovice | 1 - 4         | HC IPB Pojišťovna Pardubice |  |
|  | HC Vítkovice | (1:1,0:0,0:3) | HC IPB Pojišťovna Pardubice |  |

| Souhrn zápasu Report | Souhrn zápasu Report | Souhrn zápasu Report | Souhrn zápasu Report                                                                     | Souhrn zápasu Report |
| -------------------- | -------------------- | -------------------- | ---------------------------------------------------------------------------------------- | -------------------- |
|                      | 08:07 Pavel Selingr  |                      | 11:23 Aleš Píša 46:00 Stanislav Procházka 53:01 Michal Mikeska 56:56 Stanislav Procházka |                      |

4. utkání
|  | HC Vítkovice | 4 - 3         | HC IPB Pojišťovna Pardubice |  |
|  | HC Vítkovice | (3:1,0:1,1:1) | HC IPB Pojišťovna Pardubice |  |

| Souhrn zápasu Report | Souhrn zápasu Report                                                              | Souhrn zápasu Report | Souhrn zápasu Report                                          | Souhrn zápasu Report |
| -------------------- | --------------------------------------------------------------------------------- | -------------------- | ------------------------------------------------------------- | -------------------- |
|                      | 04:33 David Pospíšil 09:08 Roman Kaděra 17:14 Dmitrij Jerofejev 46:45 Tomáš Sršeň |                      | 11:38 Petr Sýkora 28:21 Ladislav Lubina 43:36 Jaroslav Kudrna |                      |

5. utkání
|  | HC IPB Pojišťovna Pardubice | 6 - 1         | HC Vítkovice |  |
|  | HC IPB Pojišťovna Pardubice | (3:1,3:0,0:0) | HC Vítkovice |  |

| Souhrn zápasu Report | Souhrn zápasu Report                                                                                                  | Souhrn zápasu Report | Souhrn zápasu Report | Souhrn zápasu Report |
| -------------------- | --- | -------------------- | -------------------- | -------------------- |
|                      | 00:58 Ladislav Lubina 06:03 Pavel Kábrt 06:43 Tomáš Rolinek 32:32 Petr Sýkora 36:15 Petr Sýkora 39:53 Jaroslav Kudrna |                      | 14:29 David Moravec  |                      |

6. utkání
|  | HC Vítkovice | 2 - 1 PP          | HC IPB Pojišťovna Pardubice |  |
|  | HC Vítkovice | (0:0,0:1,1:0,1:0) | HC IPB Pojišťovna Pardubice |  |

| Souhrn zápasu Report | Souhrn zápasu Report                           | Souhrn zápasu Report | Souhrn zápasu Report | Souhrn zápasu Report |
| -------------------- | ---------------------------------------------- | -------------------- | -------------------- | -------------------- |
|                      | 58:43 Radek Philipp PP 61:45 Dmitrij Jerofejev |                      | 27:27 Tomáš Rolinek  |                      |

7. utkání
|  | HC IPB Pojišťovna Pardubice | 3 - 4         | HC Vítkovice |  |
|  | HC IPB Pojišťovna Pardubice | (1:2,1:1,1:1) | HC Vítkovice |  |

| Souhrn zápasu Report | Souhrn zápasu Report                                                | Souhrn zápasu Report | Souhrn zápasu Report                                                               | Souhrn zápasu Report |
| -------------------- | ------------------------------------------------------------------- | -------------------- | ---------------------------------------------------------------------------------- | -------------------- |
|                      | 09:33 Petr Jančařík 21:47 Stanislav Procházka 40:32 Jaroslav Kudrna |                      | 08:34 Zdeněk Pavelek 12:08 David Moravec 32:18 Roman Kaděra 41:08 Martin Procházka |                      |

- Vítěz HC Vítkovice 4:3 na zápasy

### Čtvrté čtvrtfinále
1. utkání
|  | HC Chemopetrol Litvínov | 4 - 5 PP          | HC Sparta Praha |  |
|  | HC Chemopetrol Litvínov | (1:1,0:1,3:2,0:0) | HC Sparta Praha |  |

| Souhrn zápasu Report | Souhrn zápasu Report                                                              | Souhrn zápasu Report | Souhrn zápasu Report                                                                                     | Souhrn zápasu Report |
| -------------------- | --------------------------------------------------------------------------------- | -------------------- | --- | -------------------- |
|                      | 11:14 Robert Kysela 42:58 Robert Reichel 56:40 Kamil Piroš 59:38 Vojtěch Kubinčák |                      | 17:55 Richard Žemlička 26:19 Jiří Zelenka 45:55 František Ptáček 49:59 Michal Sivek PP 70:00 Michal Broš |                      |

2. utkání
|  | HC Chemopetrol Litvínov | 3 - 1         | HC Sparta Praha |  |
|  | HC Chemopetrol Litvínov | (2:0,1:1,0:0) | HC Sparta Praha |  |

| Souhrn zápasu Report | Souhrn zápasu Report                                               | Souhrn zápasu Report | Souhrn zápasu Report | Souhrn zápasu Report |
| -------------------- | ------------------------------------------------------------------ | -------------------- | -------------------- | -------------------- |
|                      | 13:58 Robert Kysela 17:36 Tomáš Martinec 38:59 Stanislav Stavenský |                      | 29:44 Jiří Zelenka   |                      |

3. utkání
|  | HC Sparta Praha | 1 - 0         | HC Chemopetrol Litvínov |  |
|  | HC Sparta Praha | (0:0,0:0,1:0) | HC Chemopetrol Litvínov |  |

| Souhrn zápasu Report | Souhrn zápasu Report   | Souhrn zápasu Report | Souhrn zápasu Report | Souhrn zápasu Report |
| -------------------- | ---------------------- | -------------------- | -------------------- | -------------------- |
|                      | 59:15 František Ptáček |                      |                      |                      |

4. utkání
|  | HC Sparta Praha | 2 - 3 SN          | HC Chemopetrol Litvínov |  |
|  | HC Sparta Praha | (0:0,2:1,0:1,0:0) | HC Chemopetrol Litvínov |  |

| Souhrn zápasu Report | Souhrn zápasu Report                       | Souhrn zápasu Report | Souhrn zápasu Report                                              | Souhrn zápasu Report |
| -------------------- | ------------------------------------------ | -------------------- | ----------------------------------------------------------------- | -------------------- |
|                      | 22:02 Ondřej Kratěna 23:46 Vladimír Vůjtek |                      | 37:08 Martin Ťupa 48:42 Tomáš Martinec rozhodující SN Karel Pilař |                      |

5. utkání
|  | HC Chemopetrol Litvínov | 1 - 4         | HC Sparta Praha |  |
|  | HC Chemopetrol Litvínov | (0:2,0:1,1:1) | HC Sparta Praha |  |

| Souhrn zápasu Report | Souhrn zápasu Report | Souhrn zápasu Report | Souhrn zápasu Report                                                                | Souhrn zápasu Report |
| -------------------- | -------------------- | -------------------- | ----------------------------------------------------------------------------------- | -------------------- |
|                      | 55:02 David Balázs   |                      | 02:07 Michal Sivek 12:30 Richard Žemlička 28:00 Petr Havelka 59:15 Richard Žemlička |                      |

6. utkání
|  | HC Sparta Praha | 3 - 0         | HC Chemopetrol Litvínov |  |
|  | HC Sparta Praha | (2:0,0:0,1:0) | HC Chemopetrol Litvínov |  |

| Souhrn zápasu Report | Souhrn zápasu Report                                        | Souhrn zápasu Report | Souhrn zápasu Report | Souhrn zápasu Report |
| -------------------- | ----------------------------------------------------------- | -------------------- | -------------------- | -------------------- |
|                      | 00:55 Vladimír Vůjtek 07:14 Jiří Zelenka 43:29 Jiří Zelenka |                      |                      |                      |

- Vítěz HC Sparta Praha 4:2 na zápasy

## Semifinále

### První semifinále
1. utkání
|  | HC Slovnaft Vsetín | 4 - 0         | HC Slavia Praha |  |
|  | HC Slovnaft Vsetín | (0:0,2:0,2:0) | HC Slavia Praha |  |

| Souhrn zápasu Report | Souhrn zápasu Report                                                           | Souhrn zápasu Report | Souhrn zápasu Report | Souhrn zápasu Report |
| -------------------- | ------------------------------------------------------------------------------ | -------------------- | -------------------- | -------------------- |
|                      | 22:11 Alexej Jaškin 26:02 Ján Pardavý 43:42 Roman Stantien 46:15 Radim Tesařík |                      |                      |                      |

2. utkání
|  | HC Slovnaft Vsetín | 3 - 2         | HC Slavia Praha |  |
|  | HC Slovnaft Vsetín | (1:0,1:1,1:1) | HC Slavia Praha |  |

| Souhrn zápasu Report | Souhrn zápasu Report                                      | Souhrn zápasu Report | Souhrn zápasu Report                  | Souhrn zápasu Report |
| -------------------- | --------------------------------------------------------- | -------------------- | ------------------------------------- | -------------------- |
|                      | 17:50 Radim Tesařík 33:40 Ondřej Veselý 57:47 Ján Pardavý |                      | 27:28 Martin Rousek 51:28 Leoš Čermák |                      |

3. utkání
|  | HC Slavia Praha | 4 - 2         | HC Slovnaft Vsetín |  |
|  | HC Slavia Praha | (0:2,2:0,2:0) | HC Slovnaft Vsetín |  |

| Souhrn zápasu Report | Souhrn zápasu Report                                                              | Souhrn zápasu Report | Souhrn zápasu Report                     | Souhrn zápasu Report |
| -------------------- | --------------------------------------------------------------------------------- | -------------------- | ---------------------------------------- | -------------------- |
|                      | 30:13 Radek Matějovský 37:03 Daniel Branda 42:13 Viktor Ujčík 56:49 Daniel Branda |                      | 06:23 Ján Pardavý 07:03 Radim Kucharczyk |                      |

4. utkání
|  | HC Slavia Praha | 5 - 6 PP          | HC Slovnaft Vsetín |  |
|  | HC Slavia Praha | (2:0,2:2,1:3,0:1) | HC Slovnaft Vsetín |  |

| Souhrn zápasu Report | Souhrn zápasu Report                                                                       | Souhrn zápasu Report | Souhrn zápasu Report                                                                                                  | Souhrn zápasu Report |
| -------------------- | ------------------------------------------------------------------------------------------ | -------------------- | --- | -------------------- |
|                      | 03:28 Martin Rousek 08:23 Jan Alinč 24:48 Viktor Ujčík 35:47 Petr Martínek 40:41 Jan Hejda |                      | 23:19 Ján Pardavý 28:49 Milan Nedoma 45:32 Alexej Jaškin 54:30 Ján Pardavý 54:59 Martin Paroulek PP 68:03 Ján Pardavý |                      |

- Vítěz HC Slovnaft Vsetín 3:1 na zápasy

### Druhé semifinále
1. utkání
|  | HC Sparta Praha | 3 - 2         | HC Vítkovice |  |
|  | HC Sparta Praha | (0:1,2:1,1:0) | HC Vítkovice |  |

| Souhrn zápasu Report | Souhrn zápasu Report                                             | Souhrn zápasu Report | Souhrn zápasu Report                      | Souhrn zápasu Report |
| -------------------- | ---------------------------------------------------------------- | -------------------- | ----------------------------------------- | -------------------- |
|                      | 29:39 Jaroslav Hlinka 36:44 Ondřej Kratěna 58:14 Jaroslav Hlinka |                      | 04:18 Martin Procházka 23:38 Roman Kaděra |                      |

2. utkání
|  | HC Sparta Praha | 3 - 1         | HC Vítkovice |  |
|  | HC Sparta Praha | (1:0,2:0,0:1) | HC Vítkovice |  |

| Souhrn zápasu Report | Souhrn zápasu Report                                      | Souhrn zápasu Report | Souhrn zápasu Report | Souhrn zápasu Report |
| -------------------- | --------------------------------------------------------- | -------------------- | -------------------- | -------------------- |
|                      | 13:48 Pavel Šrek 29:58 Richard Žemlička 31:15 Michal Broš |                      | 42:34 Lukáš Galvas   |                      |

3. utkání
|  | HC Vítkovice | 2 - 3         | HC Sparta Praha |  |
|  | HC Vítkovice | (1:1,0:0,1:2) | HC Sparta Praha |  |

| Souhrn zápasu Report | Souhrn zápasu Report                    | Souhrn zápasu Report | Souhrn zápasu Report                                        | Souhrn zápasu Report |
| -------------------- | --------------------------------------- | -------------------- | ----------------------------------------------------------- | -------------------- |
|                      | 02:21 David Moravec 40:30 David Moravec |                      | 06:25 Pavel Kašpařík 43:25 Michal Broš 55:45 Ondřej Kratěna |                      |

- Vítěz HC Sparta Praha 3:0 na zápasy

## Finále
1. utkání
|  | HC Slovnaft Vsetín | 3 - 2 PP              | HC Sparta Praha |  |
|  | HC Slovnaft Vsetín | (0:0, 2:2, 0:0 - 1:0) | HC Sparta Praha |  |

| Souhrn zápasu Report | Souhrn zápasu Report                                       | Souhrn zápasu Report | Souhrn zápasu Report                 | Souhrn zápasu Report |
| -------------------- | ---------------------------------------------------------- | -------------------- | ------------------------------------ | -------------------- |
|                      | 22:19 Jiří Dopita 36:20 Jan Lipianský PP 67:41 Jiří Dopita |                      | 25:45 Michal Broš 39:31 Jiří Zelenka |                      |

2. utkání
|  | HC Slovnaft Vsetín | 3 - 4           | HC Sparta Praha |  |
|  | HC Slovnaft Vsetín | (2:0, 1:1, 0:3) | HC Sparta Praha |  |

| Souhrn zápasu Report | Souhrn zápasu Report                                       | Souhrn zápasu Report | Souhrn zápasu Report                                                             | Souhrn zápasu Report |
| -------------------- | ---------------------------------------------------------- | -------------------- | -------------------------------------------------------------------------------- | -------------------- |
|                      | 0:43 Radim Tesařík 16:48 Martin Paroulek 28:55 Ján Pardavý |                      | 30:00 Jiří Zelenka 44:10 Michal Sivek 49:52 Vladimír Vůjtek 58:11 Pavel Kašpařík |                      |

3. utkání
|  | HC Sparta Praha | 3 - 6           | HC Slovnaft Vsetín |  |
|  | HC Sparta Praha | (1:2, 1:2, 1:2) | HC Slovnaft Vsetín |  |

| Souhrn zápasu Report | Souhrn zápasu Report                                           | Souhrn zápasu Report | Souhrn zápasu Report                                                                                        | Souhrn zápasu Report |
| -------------------- | -------------------------------------------------------------- | -------------------- | --- | -------------------- |
|                      | 7:05 Jaroslav Nedvěd 20:30 Jiří Zelenka 47:22 Richard Žemlička |                      | 11:46 Jiří Dopita 16:49 Ján Pardavý 34:24 Jan Srdínko 39:44 Jiří Dopita 40:26 Jiří Dopita 47:44 Jiří Dopita |                      |

4. utkání
|  | HC Sparta Praha | 1 - 4           | HC Slovnaft Vsetín |  |
|  | HC Sparta Praha | (1:0, 0:1, 0:3) | HC Slovnaft Vsetín |  |

| Souhrn zápasu Report | Souhrn zápasu Report | Souhrn zápasu Report | Souhrn zápasu Report                                                             | Souhrn zápasu Report |
| -------------------- | -------------------- | -------------------- | -------------------------------------------------------------------------------- | -------------------- |
|                      | 14:32 Michal Sivek   |                      | 26:13 Martin Paroulek 52:14 Jiří Burger 53:49 Ondřej Veselý 59:18 Roman Stantien |                      |

- Vítěz HC Slovnaft Vsetín 3:1 na zápasy

## Baráž o extraligu
- HC Becherovka Karlovy Vary uhájily svoji extraligovou příslušnost i pro další ročník po výsledku 4 : 2 na zápasy.

1. utkání
|  | HC Becherovka Karlovy Vary | 3 - 2         | KLH Chomutov |  |
|  | HC Becherovka Karlovy Vary | (2:0,1:0,0:2) | KLH Chomutov |  |

| Souhrn zápasu Report | Souhrn zápasu Report                                       | Souhrn zápasu Report | Souhrn zápasu Report               | Souhrn zápasu Report |
| -------------------- | ---------------------------------------------------------- | -------------------- | ---------------------------------- | -------------------- |
|                      | 10:46 Róbert Tomík 15:43 Libor Pavliš 21:17 Ondřej Steiner |                      | 48:39 Martin Jor 50:28 Jiří Gombár |                      |

2. utkání
|  | HC Becherovka Karlovy Vary | 5 - 1         | KLH Chomutov |  |
|  | HC Becherovka Karlovy Vary | (3:1,0:0,2:0) | KLH Chomutov |  |

| Souhrn zápasu Report | Souhrn zápasu Report                                                                                   | Souhrn zápasu Report | Souhrn zápasu Report | Souhrn zápasu Report |
| -------------------- | --- | -------------------- | -------------------- | -------------------- |
|                      | 04:12 Ondřej Steiner 13:58 Radek Procházka 18:35 Radek Procházka 48:01 Tomáš Chlubna 55:09 Jan Kopecký |                      | 12:36 Petr Jíra      |                      |

3. utkání
|  | KLH Chomutov | 2 - 0         | HC Becherovka Karlovy Vary |  |
|  | KLH Chomutov | (1:0,1:0,0:0) | HC Becherovka Karlovy Vary |  |

| Souhrn zápasu Report | Souhrn zápasu Report                | Souhrn zápasu Report | Souhrn zápasu Report | Souhrn zápasu Report |
| -------------------- | ----------------------------------- | -------------------- | -------------------- | -------------------- |
|                      | 15:57 Kamil Koláček 25:01 Radek Šíp |                      |                      |                      |

4. utkání
|  | KLH Chomutov | 5 - 4 SN          | HC Becherovka Karlovy Vary |  |
|  | KLH Chomutov | (1:1,2:2,1:1,0:0) | HC Becherovka Karlovy Vary |  |

| Souhrn zápasu Report | Souhrn zápasu Report                                                                                             | Souhrn zápasu Report | Souhrn zápasu Report                                                        | Souhrn zápasu Report |
| -------------------- | --- | -------------------- | --------------------------------------------------------------------------- | -------------------- |
|                      | 19:11 Vladimír Petrovka 35:06 Robert Plaček 39:17 Radek Šíp 44:08 Ladislav Boušek rozhodující SN Ladislav Boušek |                      | 03:01 Róbert Tomík 24:06 Róbert Tomík 27:49 Ondřej Steiner 50:04 Jakub Grof |                      |

5. utkání
|  | HC Becherovka Karlovy Vary | 5 - 1         | KLH Chomutov |  |
|  | HC Becherovka Karlovy Vary | (0:1,2:0,3:0) | KLH Chomutov |  |

| Souhrn zápasu Report | Souhrn zápasu Report                                                                                    | Souhrn zápasu Report | Souhrn zápasu Report | Souhrn zápasu Report |
| -------------------- | --- | -------------------- | -------------------- | -------------------- |
|                      | 20:42 Ondřej Steiner 30:21 Jaromír Kverka 41:24 Radek Procházka 57:42 Ondřej Steiner 58:21 Róbert Tomík |                      | 09:36 Petr Suchý     |                      |

6. utkání
|  | KLH Chomutov | 2 - 5         | HC Becherovka Karlovy Vary |  |
|  | KLH Chomutov | (1:1,0:3,1:1) | HC Becherovka Karlovy Vary |  |

| Souhrn zápasu Report | Souhrn zápasu Report            | Souhrn zápasu Report | Souhrn zápasu Report                                                                                   | Souhrn zápasu Report |
| -------------------- | ------------------------------- | -------------------- | --- | -------------------- |
|                      | 08:20 Petr Jíra 51:57 Radek Šíp |                      | 06:04 Miroslav Hlinka 21:00 Tomáš Chlubna 28:11 Libor Pavliš 31:26 Jaromír Kverka 56:38 Jaromír Kverka |                      |

## Nejproduktivnější hráči základní části
Toto je konečné pořadí hráčů podle dosažených bodů. Za jeden vstřelený gól nebo přihrávku na gól hráč získal jeden bod.
| Poř. | Hráč            | Tým                         | Z  | G  | A  | B  | TM  | +/- |
| ---- | --------------- | --------------------------- | -- | -- | -- | -- | --- | --- |
| 1.   | Patrik Martinec | HC Sparta Praha             | 52 | 22 | 37 | 59 | 32  | 11  |
| 2.   | Marek Uram      | HC Excalibur Znojemští Orli | 52 | 26 | 31 | 57 | 14  | 5   |
| 3.   | Robert Reichel  | HC Chemopetrol Litvínov     | 49 | 23 | 33 | 56 | 72  | 19  |
| 4.   | Peter Pucher    | HC Excalibur Znojemští Orli | 52 | 22 | 34 | 56 | 32  | 12  |
| 5.   | Róbert Tomík    | HC Becherovka Karlovy Vary  | 52 | 25 | 27 | 52 | 16  | 11  |
| 6.   | Jan Peterek     | HC Femax Havířov            | 51 | 19 | 33 | 52 | 22  | 4   |
| 7.   | Jiří Dopita     | HC Slovnaft Vsetín          | 46 | 19 | 31 | 50 | 53  | 34  |
| 8.   | Petr Čajánek    | HC Continental Zlín         | 52 | 18 | 31 | 49 | 105 | -3  |
| 9.   | Richard Král    | HC Oceláři Třinec           | 42 | 17 | 32 | 49 | 83  | 17  |
| 10.  | Pavel Vostřák   | HC Keramika Plzeň           | 50 | 22 | 26 | 48 | 26  | -1  |

## Nejproduktivnější hráči play-off
Toto je konečné pořadí hráčů podle dosažených bodů. Za jeden vstřelený gól nebo přihrávku na gól hráč získal jeden bod.
| Poř. | Hráč             | Tým                | Z  | G  | A  | B  | TM | +/- |
| ---- | ---------------- | ------------------ | -- | -- | -- | -- | -- | --- |
| 1.   | Jiří Dopita      | HC Slovnaft Vsetín | 14 | 8  | 13 | 21 | 18 | 12  |
| 2.   | Viktor Ujčík     | HC Slavia Praha    | 11 | 8  | 8  | 16 | 10 | 8   |
| 3.   | Richard Žemlička | HC Sparta Praha    | 13 | 5  | 8  | 13 | 18 | 1   |
| 4.   | Ján Pardavý      | HC Slovnaft Vsetín | 14 | 10 | 2  | 12 | 14 | 9   |
| 5.   | Jiří Burger      | HC Slovnaft Vsetín | 14 | 4  | 7  | 11 | 16 | 3   |
| 6.   | Jaroslav Hlinka  | HC Sparta Praha    | 13 | 2  | 9  | 11 | 12 | -1  |
| 7.   | Jiří Zelenka     | HC Sparta Praha    | 13 | 7  | 3  | 10 | 16 | 0   |
| 8.   | David Moravec    | HC Vítkovice       | 10 | 4  | 6  | 10 | 4  | 2   |
| 9.   | Michal Broš      | HC Sparta Praha    | 13 | 4  | 6  | 10 | 8  | 1   |
| 10.  | Vladimír Vůjtek  | HC Sparta Praha    | 13 | 3  | 6  | 9  | 4  | -1  |

| Umístění         | Mužstvo            | Hráči |
| ---------------- | ------------------ | --- |
| Zlatá medaile    | HC Slovnaft Vsetín | Brankáři: Jaroslav Kameš, Ivo Pešat Obránci: Radim Tesařík, Jan Srdínko, Alexej Jaškin, Milan Nedoma, Petr Kuboš, Martin Štrbák, Pavel Augusta, Pavel Zubíček, Zbyněk Spitzer, Michal Šafařík Útočníci: Ján Pardavý, Jiří Dopita, Jan Tomajko, Martin Paroulek, Jiří Burger, Ondřej Veselý, Luděk Krayzel, Jan Lipianský, Roman Stantien, Jan Sochor, Radim Kucharczyk, Petr Vampola, Petr Žajgla, Jiří Hudler, Josef Lang, Robin Kovář, Jiří Jantovský, Tomáš Demel Trenéři: Jan Neliba a Zdislav Tabara                                                                                     |
| Stříbrná medaile | HC Sparta Praha    | Brankáři: Petr Bříza, Petr Přikryl Obránci: František Ptáček, Jaroslav Nedvěd, Libor Zábranský, Pavel Šrek, Vlastimil Kroupa, Johnathan Aitken, Michal Dobroň, Martin Holý, Jan Hanzlík Útočníci: Patrik Martinec, Ondřej Kratěna, Richard Žemlička, Vladimír Vůjtek, Jaroslav Hlinka, Jiří Zelenka, Petr Hrbek, Martin Chabada, Michal Broš, Michal Sivek, Václav Novák, Pavel Kašpařík, Josef Slanec, Petr Kanko, David Hnát, Tomáš Netík, Daniel Volráb Trenéři: František Výborný a Pavel Hynek                                                                                           |
| Bronzová medaile | HC Vítkovice       | Brankáři: Martin Prusek, Jiří Trvaj Obránci: Dmitrij Jerofejev, Radek Philipp, Vítězslav Škuta, Lukáš Zátopek, Lukáš Galvas, Daniel Zápotočný, Daniel Seman, Jan Výtisk, Petr Jurečka, Jan Kobezda, Daniel Vilášek Útočníci: David Moravec, Josef Štraub, Martin Procházka, Roman Kaděra, David Pospíšil, Tomáš Sršeň, Ivan Padělek, Zdeněk Pavelek, Martin Tomášek, Pavel Selingr, Marek Ivan, David Mikšan, Robert Najdek, Richard Brančík, Zbyněk Irgl, Rostislav Olesz, Jakub Hulva, Aleš Padělek, Martin Lamich, Kamil Suchánek Trenéři: Alois Hadamczik, Kamil Konečný a Mojmír Trličík |

## Rozhodčí

### Hlavní
- Všichni

- Petr Bolina
- Oldřich Brada
- Jiří Dvořák
- Ivo Haber
- Roman Haškovec
- Jaroslav Havlík
- Martin Homola
- Radek Husička
- Milan Kolísek
- Milan Minář
- František Rejthar
- Štěpán Souček
- Tomáš Svoboda
- Vladimír Šindler
- Tomáš Turčan
- Jaromír Venglář
- Ladislav Vokurka

### Čároví
- Všichni

- Miloš Bádal –  Roman Pouzar
- Stanislav Barvíř –  Petr Blümel
- Jaromír Bláha –  Roman Frühauf
- Václav Český –  Evžen Kostka
- Vilém Cambal –  Michal Unzeitig
- Michal Čech –  František Kalivoda
- Jan Čížek –  Jan Padevět
- Pavel Fiala –  Tomáš Matějček
- Miroslav Dvořák –  Radovan Křivský
- Václav Guth –  David Rittich
- Roman Hejduk –  David Jonáš
- Petr Šimůnek –  Roman Vöröš
- Tomáš Pešek –  Ladislav Rouspetr
- Luboš Chytil –  Miroslav Pospíšil
- Petr Hauser –  Miroslav Sichrovský
- Jiří Kareš –  Jiří Pešan
- Petr Charvát